# Барилли, Джузеппе
Джузеппе Барилли (псевдоним Филопанти Квирико) (итал. Giuseppe Barilli; 20 апреля 1812, Будрио — 18 декабря 1894, Болонья) — итальянский политический деятель, учёный-математик и астроном, педагог, профессор, писатель
. Участник Рисорджименто.

## Биография
Сын плотника. До 1834 года изучал математику и физику в университете Болоньи. В 1835 году опубликовал работу «О влиянии искусства и науки на цивилизацию и об улучшении состоянии общества», в которой обозначил приоритеты всей своей жизни: возвышение культуры и науки, стремление и борьбу за социальное обновление. Тогда же взял псевдоним Филопанти Квирико.
В 1848 году стал профессором, получил кафедру механики и гидравлики в Болонском университете, но почти сразу оставил её, активно включившись в революционное движение.
Участник итальянского освободительного движения и революции 1848—1849 годов в Папской области. Был секретарём римского учредительного собрания и триумвирата (1849). Автор Decreto Fondamentale («Основного постановления»), которое 9 февраля 1849 года объявило временное правительство папы Пия IX низложенным и провозгласило Римскую республику.
После падения Республики 1850-е годы провел в эмиграции, сперва в Соединённых Штатах, затем в Лондоне (Великобритания). После возникновения Королевства Италии вернулся на родину.
Работал преподавателем механики в Болонском университете, при этом неоднократно отказывался приносить клятву верности монархии, в результате чего потерял работу. В 1876 году был избран членом парламента от Республиканской партии.

## Научная деятельность
В основном Барилли интересовали механика и гидравлика. В 1845 году он опубликовал в Болонье работы в области физики и идеи по гидравлической архитектуре, а два года спустя — о гидравлическом использовании холста, с помощью которого он изложил теорию и метод, который он разработал в 1843 году, так называемого «paltelata», с целью перекрытия маршрутов течения рек.
В своих работах Барилли в 1858 году развивал идею часовых поясов. Его гипотеза состояла в том, чтобы разделить Землю на 24 области (зоны) вдоль линий меридианов, каждый из которых должен иметь своё время. Каждый часовой пояс должен отличаться от следующего на один час, тогда как минуты и секунды должны совпадать. Первый часовой пояс должен быть сосредоточен на меридиане Рима. Разделение на часовые пояса должно установить местное время (L). Его гипотеза предусматривала также установление универсального времени (U), которое должно использоваться в качестве единственной базовой линии в астрономии и телеграфной связи.

## Избранная библиография
- Dell’influenza delle arti e delle scienze sulla civilta e di questa sul migliore stato della società. Orazione recitata a Budrio il giorno 15 ottobre 1835 per solenne distribuzione di premi agli alunni delle pubbliche scuole, 1835.
- Dell’influenza delle arti e delle scienze sull’incivilimento e di questo sul migliore stato della società, 1836.
- Longevità comparata degli antichi e de' moderni, 1840.
- Memoria sui fuochi fatui del dottor Quirico Barilli Filopanti, letta all’Accademia delle scienze dell’Istituto di Bologna li 21 maggio 1840
- Di un nuovo istrumento idrometrico, Bologna, pei tipi di Jacopo Marsigli, 1841.
- Proposta di un mezzo di tentare la dotazione del Congresso degli scienziati italiani, 1841.
- All’inclito pubblico Bolognese. Annuncio libro Nuove idee di architettura Idraulica segnatamente sulla presa delle rotte, 1841.
- Notizie popolari di fisica e idee di architettura idraulica, 1841.
- Giacometti e la Cerrito ossia del troppo e del poco nell’onorare e nel premiare gli artisti, 1844.
- Storia di un secolo, dal 1789 ai giorni nostri : Fasc. I (dal 1789 al 1821. Rivoluzione francese e Napoleone). 1891.
- Storia di un secolo, dal 1789 ai giorni nostri : Fasc. II (dal 1821 al 1858), 1891
- Storia di un secolo, dal 1789 ai giorni nostri : Fasc. III (dal 1859 al 1865), 1891
- Storia di un secolo, dal 1789 ai giorni nostri : Fasc. IV (dal 1866 al 1889), 1892
- Bartolini e la Cerrito ossia dell’onorare e premiare gli artisti, 1845.
- Del numero probabile di persone che intervennero alle feste dell’amnistia in Bologna ed in Roma, 1846.
- Degli usi idraulici della tela, Memoria letta nel giorno 26 novembre 1846 all’Accademia delle scienze di Bologna dal dottor Filopanti, 1847.
- A book on wonders hitherto unheeded, 1858.
- A book divided into three parts entitled Souls, Numbers, Stars, on the neo-Christian religion: with confirmations of the old and new doctrines of Christ: from wonders hitherto unheeded in the words and divisions of the Bible: in the facts and dates of history and in the position and motions of the celestial bodies, 1860.